# The Man Who Cried - L'uomo che pianse
The Man Who Cried - L'uomo che pianse (The Man Who Cried) è un film del 2000 diretto da Sally Potter.
Il film è ambientato in Europa durante il periodo della seconda guerra mondiale. La colonna sonora contiene il famoso tango Jealousy di Jacob Gade.
Le voci di Dante e Suzie sono doppiate nel canto da Salvatore Licitra e Iva Bittová accompagnati dal Kronos Quartet, da Katia e Marielle Labèque e dall'Orchestra del Royal Opera House.

## Trama
Russia, 1927. Fegele Abramovič è una ragazzina ebrea che il padre, un talentuoso cantante, lascia sola con la nonna per andare a cercare lavoro negli Stati Uniti. Poco tempo dopo la sua partenza il villaggio viene raso al suolo da un pogrom e Fegele viene portata a Londra, dove, affidata alle cure di una famiglia inglese medio-borghese, le viene cambiato nome in Suzie. Sola e spaurita in un ambiente a lei estraneo, Suzie frequenta una rigida scuola cattolica nella quale, a causa della sua scarsa conoscenza della lingua inglese (parla quasi esclusivamente yiddish) e delle sue origini est-europee, viene continuamente presa di mira dai compagni. Dieci anni dopo, Suzie decide di andare a vivere a Parigi dove inizierà ad esibirsi come ballerina di varietà, conoscendo Lola, una ballerina russa con la quale condividerà un piccolo appartamento.
Da qui seguiranno una serie di eventi che porterà Lola ad innamorarsi di Dante Dominio, un presuntuoso tenore italiano, mentre la giovane Suzie di Cesar, un affascinante e misterioso domatore di cavalli gitano, venendo apprezzata anche dal resto del gruppo di musicisti tzigani, ma con la guerra alle porte e l'occupazione da parte dei tedeschi della città, sarà costretta a separarsi da lui (egli rimarrà in città per restare a fianco della famiglia) per sfuggire alla cattura. Deciderà così di salpare per l'America col biglietto donatole dalla preoccupante amica Lola alla ricerca del padre tanto cercato, scoprendo una volta giunta ad Hollywood che il padre, nel frattempo ricoverato in ospedale, vittima angosciante del proprio mestiere, si è fatto una nuova famiglia e ha cambiato identità ma una volta rincontrati, entrambi dimostreranno che la lontananza patita in tutti questi anni non ha mai spento in loro la voglia di ricominciare.

## Riconoscimenti
- National Board of Review Awards 2001
  - miglior attrice non protagonista (Cate Blanchett)
- Florida Film Critics Circle - 2002
  - A Cate Blanchett